# Les Alleuds, Deux-Sèvres
Les Alleuds är en kommun i departementet Deux-Sèvres i regionen Nouvelle-Aquitaine i västra Frankrike. Kommunen ligger i kantonen Sauzé-Vaussais som tillhör arrondissementet Niort. År 2018 hade Les Alleuds 286 invånare.

## Befolkningsutveckling
Antalet invånare i kommunen Les Alleuds
| Referens: INSEE |